# Niella Tanaro
Niella Tanaro – miejscowość i gmina we Włoszech, w regionie Piemont, w prowincji Cuneo.
Według danych na rok 2004 gminę zamieszkuje 1027 osób, 68,5 os./km².